# 다카이도정
다카이도정(高井戸町)은 도쿄부 도요타마군에 있던 정이다. 현재의 도쿄도 스기나미구에 해당한다.

## 역사
- 1889년 5월 1일 - 정촌제 시행에 의해 히가시타마군 다카이도촌이 성립하였다.
- 1896년 4월 1일 - 도요타마군 다카이도촌이 되었다.
- 1926년 7월 1일 - 정으로 승격해 다카이도정이 되었다.
- 1932년 10월 1일 - 도쿄시 스기나미구에 신설합병되었다.

## 관련서적
- 東京市臨時市域擴張部 『豊多摩郡高井戸町現状調査』 1931年